# Hjalmar Hallin
Hjalmar Simeon Hallin, född 2 oktober 1859 i Kinnarumma, Älvsborgs län, död 27 juni 1919 i Borås, var en svensk disponent och riksdagspolitiker. Han var son till disponenten Olof Hallin och Anna Ericson (1830–1893), modern var 1890 delägare i Rydboholms Konstväverifabrik.
Hjalmar Hallin var 1892–1913 fabriksdisponent vid Skandinaviska Gummi AB i Viskafors. Han var även landstingspolitiker och ledamot i riksdagens andra kammare 1900–1911, invald i Marks härads valkrets.